# Ernest Shields
Ernest Shields (5 de agosto de 1884 - 13 de diciembre de 1944) fue un actor estadounidense que trabajó durante la era del cine mudo. Apareció en 113 películas entre 1914 y 1944. Nació en Chicago, Illinois y murió en Los Ángeles, California.

## Filmografía
- Lucille Love, Girl of Mystery (1914)
- The Broken Coin (1915)
- Behind the Lines (1916)
- It Can't Be True! (1916)
- The Voice on the Wire (1917)
- Mr. Dolan of New York (1917)
- The Reed Case (1917)
- The Birth of Patriotism (1917)
- The Double Room Mystery (1917)
- The Little Orphan (1917)
- The Purple Cipher (1920)
- Colleen of the Pines (1922)
- Rich But Honest (1927)
- Free Lips (1928)
- Woman Wise (1928)
- The Greyhound Limited (1929)
- Wives Never Know (1936)